# Liste der Bodendenkmale in Papenburg
In der Liste der Bodendenkmale in Papenburg sind die Bodendenkmale der niedersächsischen Gemeinde Papenburg aufgeführt. Die Quelle ist der Denkmalatlas Niedersachsen.
- Bitte beachten Sie, dass diese Liste keinen Anspruch auf Vollständigkeit erhebt.
- Die Angaben ersetzen nicht die rechtsverbindliche Auskunft der zuständigen Denkmalschutzbehörde.
- Es sind nur Daten aus dem Denkmalatlas verarbeitet.
- Der Stand der Liste ist der 27. März 2025.

Papenburg im Landkreis Emsland

## Allgemein
In den Spalten finden sich folgende Informationen des Bodendenkmales:
| Lage         | geographische Koordinaten                                                           |
| Bezeichnung  | Bezeichnung lt. Denkmalatlas                                                        |
| Beschreibung | Beschreibung lt. Denkmalatlas                                                       |
| ID           | Objekt-ID                                                                           |
| Bild         | Bild, ggf. zusätzlich mit Link zu weiteren Fotos im Medienarchiv Wikimedia Commons. |

## Aschendorf
| Lage                       | Bezeichnung                 | Beschreibung | ID       | Bild |
| -------------------------- | --------------------------- | --- | -------- | ---- |
| 53° 2′ 12″ N, 7° 19′ 19″ O | Aschendorf 5, Burg Nienhaus | Auf einer Karte von 1587 ist die Burg in Form eines rechteckigen Herrenhauses mit Treppenturm und drei davor liegenden Wirtschaftsgebäuden eingezeichnet. Eine kleine, baumbestandene Erhebung, die von einem weitgehend verfüllten Graben umgeben ist, wurde lange Zeit für den Standort der Burg gehalten. Bei neueren Untersuchungen kam jedoch ein Fundament zutage, das wohl erst nach dem Dreißigjährigen Krieg gelegt worden war. Zudem dürfte der Hügel erst im 19. Jh. als Reminiszenz an die Burg aufgeschüttet worden sein. | 28962308 |      |

## Papenburg
| Lage                      | Bezeichnung              | Beschreibung | ID       | Bild |
| ------------------------- | ------------------------ | --- | -------- | ---- |
| 53° 6′ 5″ N, 7° 23′ 16″ O | Papenburg 4, Eppingaburg | Der Kernhügel der Burg selbst hat eine Ausdehnung von 40 × 40 m und weist die Form eines unregelmäßigen Viereck auf. Die höchsten Stellen der sehr bewegten Oberfläche sind um die +1,4 m NN hoch. Man kann auf dem Haupthügel fünf kleinere Erhebungen erkennen. Auffällig ist südlich des Entwässerungsgrabens eine etwa rechteckige Erhebung von ca. 9 × 15 m Größe, die aus dem Hügel nochmals bis zu 0,4 m herausragt. Um den Haupthügel ist deutlich der alte Burggraben zu erkennen, dessen Sohle bis unter +0,3 m NN abfällt. Der Graben ist im Westen etwa 15 m breit, die Sohle etwa 5 m. Er liegt durchschnittlich 0,5 m tiefer als die Hauptburg. Im Süden ist er z. T. bis zu 20 m breit ausgeprägt. Sogar ein Vorwall ist vorhanden, doch ist die Situation durch Zerstörungen beim Bau eines Entwässerungsgrabens im Süden gestört. Der Vorwall erhebt sich bis zu 0,5 m über die Grabensohle und bildet an seinem Westende eine gesonderte Erhebung, die durch eine Mulde von der mutmaßlichen Vorburg abgeschnitten wird. Im Norden dürfte die Grabenbereite ähnlich gewesen sein, doch greift hier der o. g. Entwässerungskanal ein, der die äußere Grabenböschung zerstört hat. Ähnlich stellt sich die Situation auch im Osten dar, wo ebenfalls ein jüngerer Entwässerungsgraben Störungen verursacht hat. | 28991006 | BW   |